# El misterio de Cabo Español
El misterio de Cabo Español (The Spanish Cape Mistery) es una novela publicada en 1935 por Ellery Queen, noveno libro de la serie de Misterios de Queen tras El misterio de la mandarina (1934).

## Argumento
La historia comienza con una joven y guapa heredera y su tío sentados en la terraza frente al mar fuera de su casa de verano en Cabo Español, para charlar alejados de los invitados a la fiesta que se está desarrollando. De pronto aparece en la escena un hombre muy corpulento, con un solo ojo que, confundiendo al hombre por John Marco –uno de los huéspedes de la casa- lo secuestra, junto con la muchacha, y los lleva a una casa cercana.  Allí el gigante deja atada a la chica a una silla y desaparece en el mar con el tío. 
Ellery Queen y un amigo llegan a Cabo Español en el que han alquilado una casa por unos días de vacaciones, en donde encuentran y liberan a la muchacha, pero al llevarla a casa se enteran de que el citado Marco ha sido encontrado en la terraza, estrangulado y desnudo excepto por el hecho de estar envuelto en una capa de estilo español. En la fiesta en casa había mucha gente que tenía buenas razones para querer que la víctima fuera eliminada, algunos incluso por el hecho de que les estaba chantajeando y había enfrentamientos violentos con él en los días previos al asesinato . Mientras Ellery empieza a investigar el crimen, otro miembro de la familia se suicida desesperado por la posible revelación de un grave secreto. Ellery recoge hechos y testimonios, y para cuando el tío escapa de su captor y llega nadando a la orilla, está preparado para revelar la identidad del asesino y el motivo de la desnudez de la víctima en una escena final dramática.

## Valoración
La obra ha sido publicada en español por las editoriales “Diana” en México, "Plaza y Janés" y “Picazo” en España. Como las otras ocho novelas anteriores, el relato sigue el modelo instaurado por SS. Van Dine y es la última en contener una nacionalidad en el título, creando un juego de palabras con el doble sentido de “Cape”: “cabo” y “capa”. Igualmente aparece en ella por última vez una introducción a cargo de un ficticio editor "J.J. McC.", amigo de los Queen.
Se mantiene igualmente el “desafío al lector”, rompiendo la “cuarta pared” y dirigiéndose a él directamente, antes de llegar a la revelación de los hechos que apuntan al único culpable posible, una vez que el autor ha ido proporcionando las pistas idóneas.
Esta fue la primera novela de la que se hizo una película con Ellery Queen como protagonista, en el mismo año de su publicación, The Spanish Cape Mystery, con Donald Cook como el joven detective aficionado y Usher Guy como inspector Queen pero en ella se omitía toda referencia a la desnudez del cadáver, y es sólo moderadamente fiel al libro. En 1935, Dannay y Lee publicaron también en la revista “Detective History” la novela corta “The Lamp of God”, incluida cinco años más tarde en la serie de relatos “Las nuevas aventuras de Ellery Queen”. En el año siguiente aparecerá Halfway House (La casa a medio camino) que, dado el éxito de la serie inicial, se presenta en ocasiones con el título español de “El misterio de las cerillas suecas”.